# Bois-de-la-Pierre
Bois-de-la-Pierre is een gemeente in het Franse departement Haute-Garonne (regio Occitanie) en telt 313 inwoners (1999). De plaats maakt deel uit van het arrondissement Muret.

## Geografie
De oppervlakte van Bois-de-la-Pierre bedraagt 7,3 km², de bevolkingsdichtheid is 42,9 inwoners per km².
De onderstaande kaart toont de ligging van Bois-de-la-Pierre met de belangrijkste infrastructuur en aangrenzende gemeenten.

## Demografie
Onderstaande figuur toont het verloop van het inwonertal (bron: INSEE-tellingen).